# Monti (Rome)

wapenschild van de wijk

Monti is de naam van een van de eenentwintig wijken (rioni) in het zelfstandig stadsdeel Municipio I te Rome. Het betekent letterlijk ‘’bergen’’ in het Italiaans. Dit komt doordat de Esquilijn, het Viminaal en delen van het Coelius en het Quirinaal er gelegen zijn. Op het wapenschild zijn drie groene bergen te zien op een zilveren achtergrond.
Tegenwoordig behoren de Esquilijn, het Castro Pretorio en het Celio niet langer tot dit gebied.
Ten tijde van de Romeinen was deze wijk overbevolkt. Niet alleen bevond zich er het Forum Romanum, maar ook de buitenwijken waar de armen woonden, waren hier. Deze kregen de naam Suburra, wat ‘’buitenwijk’’ in het Latijn betekent.
In de Middeleeuwen lag de situatie echter helemaal anders: verscheidene aquaducten waren beschadigd en zodoende was het moeilijk om water naar Monti te brengen. Als gevolg hiervan vertrokken vele inwoners naar Campus Martius, een lager gelegen wijk, waar men drinkbaar water uit de Tiber kon gebruiken.
Van de Middeleeuwen tot begin 1800 stond de wijk vol wijngaarden en marktplaatsen. Niet alleen waren er weinig inwoners door het gebrek aan water, maar ook de betrekkelijk grote afstand naar Vaticaanstad speelde een rol, gezien dit het centrum van de christenen was. De voornaamste reden dat dit gebied niet helemaal verlaten werd, is te danken aan de kerk van Sint-Jan van Lateranen, waar constant pelgrims naartoe trokken.
In de Middeleeuwen ontwikkelden de inwoners van Monti, monticiani genoemd, een sterke identiteit. Het was zelfs zo dat hun Romeinse dialect anders was dan dat van de andere wijken in de stad. Hun voornaamste vijanden waren de bewoners van Trastevere, die ook een sterke identiteit bezaten met als gevolg dat er dikwijls gevochten werd tussen de twee.

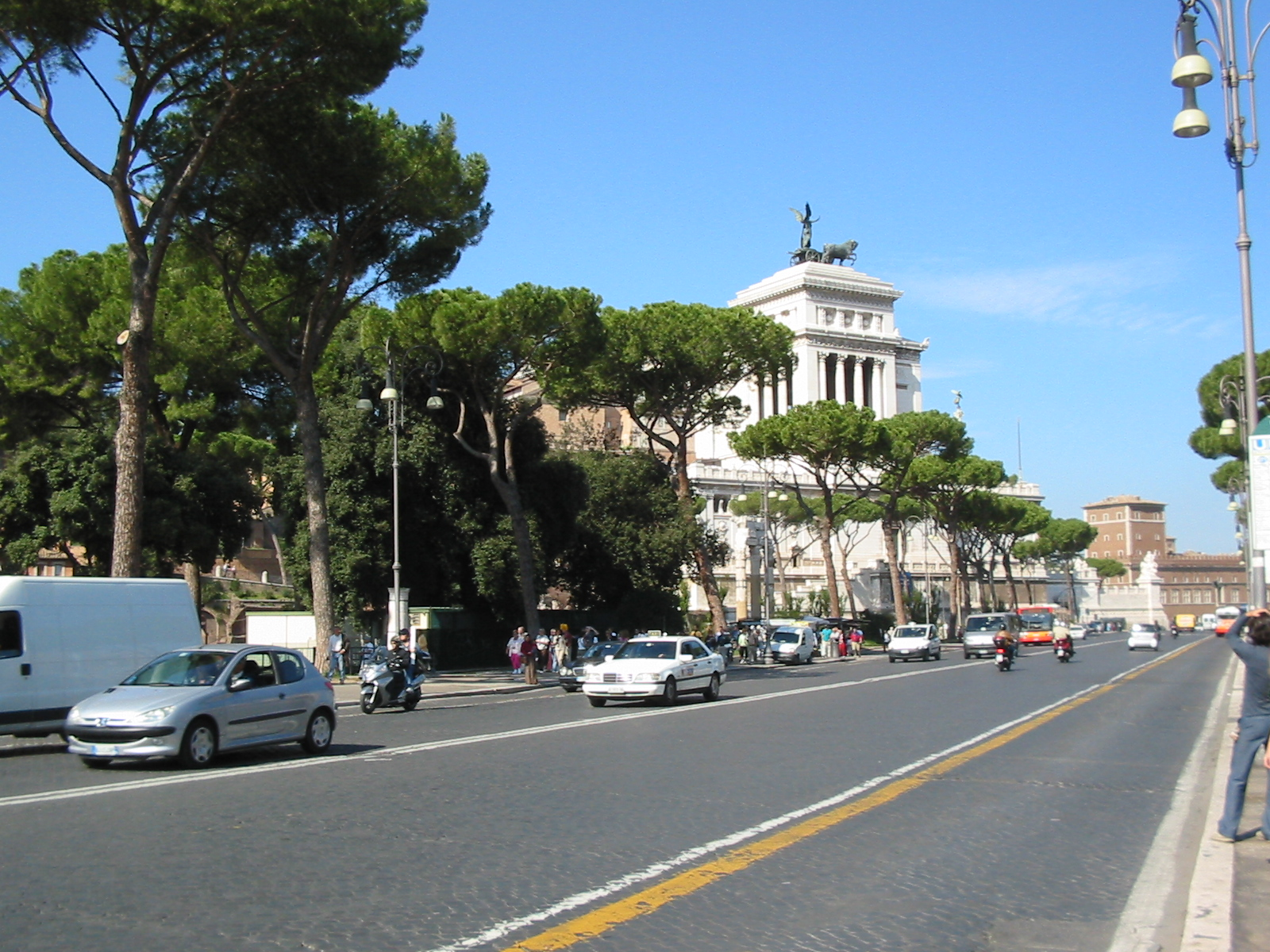
Via dei Fori Imperiali, op de grens van de wijk

Toen Rome op het einde van de negentiende eeuw de hoofdstad werd van het verenigd Italië, nam de verstedelijking toe. Tijdens het fascisme, voornamelijk tussen 1924 en 1936, onderging de wijk grote veranderingen. Een groot deel dat bestond uit smalle straatjes en bijhorende huizen, werd afgebroken om er de Via dei Fori Imperiali aan te leggen. Ook werden de gebouwen op het Forum Romanum, met grote archeologische waarde, opgedolven van onder de grond.
In Monti zijn enkele van de belangrijkste archeologische locaties te vinden, waaronder:
- Colosseum
- Domus Aurea van Nero
- Forum Romanum

## Kerken
- San Martino ai Monti
- Santa Maria Maggiore
- Santa Maria ai Monti
- Sint-Jan van Lateranen